# Bongo (tegneseriefigur)
 For alternative betydninger, se Bongo. (Se også artikler, som begynder med Bongo)
 Bongo  er en cirkusbjørn, der i tegnefilmen Fun and Fancy Free stikker af fra cirkus, fordi han vil have sin frihed. Han bruger den ethjulede cykel, som han optræder med, som han så også bruger i sit opgør med ærkefjenden Knortekæbe. Tegneserieversionen af denne historie blev bragt i Anders And & Co. i 1949, og siden blev der bragt flere historier om den lille bjørn med den ethjulede cykel, der så er blevet en del af skovuniverset, han kan også dukke op som biperson, det er sket f.eks. med Lille Stygge Ulv. Hans ethjulede cykel er hans våben, og han optræder også med den for de andre dyr.